# 徐紹吉
徐紹吉（16世紀—17世紀），字元甫，號雅池，四川保寧守禦所軍籍，閬中縣人。明朝政治人物。

## 生平
八月二十一日生，治诗经。萬曆十六年（1588年）戊子科四川鄉試第二名舉人，萬曆二十三年（1595年）登乙未科進士，户部觀政，本年十二月初授行人司行人。二十四年丁父憂，二十七年補原职。萬曆三十年主晋府河东王朱慎键丧事，擢户科给事中，升工科右给事中，上言织造内监吕贵之罪。四十四年十一月，升为吏科左给事中，署该科印务，再升吏科都给事中。四十五年四月，升太常寺少卿。四十八年二月，升為都察院右僉都御史提督鴈門等關兼巡撫山西地方。
天启二年六月，山西巡撫徐紹吉屢以病請，部復，許之。五年四月，起升原任山西巡撫徐紹吉為戶部左侍郎。六年閏六月，福建道御史李灿然疏参户部侍郎徐绍吉、职方郎中郑履祥窜入冯铨之幕，甘心依附，无非以铨能侵票拟之权，擅翻天之手，如吴殿邦横参巡方之公祖，则不难逐陈保泰以快其私，亓诗教欲锄异己之正人，则不难驱李徵儀、蔡国用以劝其驾。今冰山溃矣，绍吉等淟涊就列，能无愧于心哉。得旨：徐绍吉患得热中，投身去辅，营谋要地，尽丧生平，著冠带闲住。郑履祥夙附权门，今夸入幕，驱除同辈，绾符职方；吴殿邦多事居乡，横参公祖，立逐豸绣，以快己私，都著削籍为民，当差仍追夺诰命。
崇禎元年（1628年）三月，以戶部左侍郎管右侍郎事督理京省錢法，不久以魏忠贤黨，引退閒住。

## 家族
曾祖徐珩，陕西延長縣學教谕，崇祀乡贤。祖徐敷诏，丁酉舉人、不出仕，崇祀乡贤。父徐敏復，增廣生、儒官，乡飲正賓。母楊氏。具庆下。娶朱氏，子永周、永漢、永岳、永蜀。
子徐永周，字公穆，为诸生有时誉，喜宾客，慷慨论天下事，屡困场屋。既而贡入国学，适福王册立，献诗一千韵，诏为翰林院孔目，后不知所终。徐永周妻王氏，贼将李定国见其色美，欲纳之，氏不从，乃先杀其仆妇，次杀其姑，以胁之。氏骂不绝口，遂遇害。徐妻刘氏，亦徐绍吉之子妇，夫受张献忠伪官，移家赴任，氏于舟中大呼：我乃刘御史少屏公孙女，嘉祥县知县玉房公女，我不忍污祖父清白之名。语毕，投江死。